# Rostislav Beliakov
Rostislav Beliakov (Ростислав Аполлосович Беляков) (Múrom, 4 de marzo de 1919 — Moscú, 28 de febrero de 2014) fue un diseñador de aviones de combate ruso. Desarrolló su carrera en la oficina de diseño MiG, cuya dirección ocupó desde 1969 tras el fallecimiento de Artiom Mikoyán hasta la década de 1990.  Fue el responsable del diseño de varios de los aviones de combate más exitosos e influyentes de la Unión Soviética, como el MiG-29 y el MiG-31.
A lo largo de su carrera obtuvo múltiples reconocimientos, entre los cuales destacan la Orden de Lenin y su nombramiento dentro de la Academia de Ciencias de Rusia.

## Carrera en MiG
Rostislav Beliakov se incorporó a MiG en 1941, después de graduarse en el Instituto de Aviación de Moscú. La oficina de diseño apenas tenía 2 años de historia y se enfrentaba al reto de contribuir a la expansión y modernización de las Fuerzas Aéreas Militares en plena Segunda Guerra Mundial. Beliakov ascendió rápido en MiG, siendo nombrado viceconstructor jefe en 1957. Supervisó el diseño de los cazas MiG-21 y MiG-23, que acabaron produciéndose en gran número y exportándose a países aliados de la Unión Soviética en donde entraron en combate en múltiples conflictos de la Guerra Fría.
En 1969, tras la muerte de Artiom Mikoyán (cofundador de MiG junto a Mijaíl Gurévich), Rostislav Beliakov ocupó la dirección de la oficina de diseño bajo el cargo de "diseñador jefe". Bajo su jefatura, MiG desarrolló una familia de cazas de cuarta generación entre los cuales se encontraban el cazabombardero polivalente MiG-29 Fulcrum y el interceptor de altas prestaciones MiG-31 Foxhound. El Fulcrum, desarrollado en secreto y concebido como contraparte para los cazas F-15 y F-16 de fabricación estadounidense, fue considerado por las potencias de la OTAN como un gran avance para las filas soviéticas debido a su diseño, el cual incluía importantes innovaciones en aerodinámica, propulsión, electrónica y armamento.
A pesar del éxito y reconocimiento internacional de las capacidades de la nueva familia de cazas desarrollados por MiG, el nombre de Rostislav Beliakov permaneció bastante desconocido para el resto del mundo. No fue hasta 1991 cuando Beliakov se dio a conocer a Occidente con motivo del Salón Internacional de la Aeronáutica y el Espacio de París-Le Bourget. El desmoronamiento de la Unión Soviética abrió una oportunidad de expansión para los fabricantes aeroespaciales rusos, y Beliakov, para demostrar el fin de las restricciones a la exportación armamentística, afirmó que "si tenéis 40 millones de dólares, os venderemos un MiG-31". Los empeños de Beliakov por conseguir nuevos clientes se toparon con la dura competencia internacional, los prejuicios de los pilotos occidentales sobre los aviones de origen soviético y la burocracia de la nueva administración rusa; a la cual acusó en 1992 de apoderarse de todo el dinero que MiG conseguía cuando efectuaba una venta. A pesar de ello, MiG consiguió vender sus cazas de última generación a varios países, en donde volvieron a entrar en combate en varios conflictos.
Durante la crisis constitucional rusa de 1993, Rostislav Beliakov apoyó a las fuerzas contrarias al presidente Boris Yeltsin. Esto le costó su enemistad con el presidente que salió victorioso. Dos años más tarde, en 1995, anunció su cese de la dirección de MiG debido a problemas de salud, según el propio Beliakov.